# Crispo

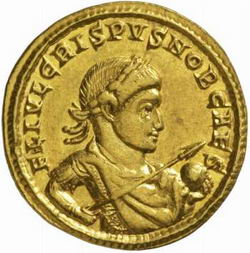
Moeda romana com a efígie de Crispo.

Flávio Júlio Crispo (em latim: Flavius Julius Crispus; m. 326), conhecido também como Flávio Cláudio Crispo e Flávio Valério Crispo, foi um césar do Império Romano e era o filho mais velho de Constantino com Minervina.

## Primeiros anos
Não se sabe quando e nem onde Crispo nasceu, estudiosos consideram provável que tenha sido em algum momento entre 299 e 305 em algum lugar do Império Romano do Oriente. Sua mãe, Minervina, não era nem concubina e nem esposa de Constantino e muito pouco se sabe sobre ela. Constantino na época era mantido como refém na corte do imperador do oriente, Diocleciano, em Nicomédia, uma forma de assegurar a lealdade do césar do Império Romano do Ocidente, Constâncio Cloro, pai dele e avô de Crispo.
Em 307, Constantino se aliou ao augusto italiano Maximiano e esta aliança foi selada com o casamento de Constantino com Fausta, filha dele e irmã de Maxêncio. Este casamento levou estudiosos modernos a questionarem o status de sua relação com Minervina (e Crispo). Se ela era sua esposa legítima, Constantino precisaria ter se divorciado antes de se casar com Fausta, o que requereria uma ordem oficial por escrito assinada pelo próprio Constantino, mas não existe menção alguma a isto nas fontes contemporâneas. Este silêncio levou muitos historiadores a concluírem que a relação entre os dois era informal e assumirem que ela era uma amante não-oficial. Porém, é possível que Minervina já tivesse morrido em 307 e um viúvo não precisa de ordem nenhuma para se casar novamente.
O mais provável é que jamais se saiba a relação exata entre Constantino e Minervina e nem a razão pela qual Crispo acabou sob a proteção do pai. Era frequente que filhos de um caso ilegítimo provocarem problemas dinásticos e, por isso, eram rapidamente afastados, mas Crispo foi criado pelo pai na Gália, o que pode ser uma evidência de que existia uma relação pública e de amor entre Constantino e Minervina. A história dela era muito parecida com a da mãe de Constantino, Helena. Constâncio Cloro também teve que se divorciar dela por razões políticas, especificamente para se casar com Flávia Maximiana Teodora, filha de Maximiano, para assegurar a aliança com seu novo sogro. Constantino agora era obrigado a fazer o mesmo para se casar com outra filha do mesmo homem. Como Constâncio não abandonou seu filho com Helena, é possível que Constantino estivesse seguindo o exemplo do pai.
Seja qual for a razão, Constantino manteve Crispo consigo. As fontes contemporâneas são unânimes ao declarar que ele amava, confiava e protegia seu primogênito e chegou mesmo a confiar sua educação a Lactâncio, o mais importante professor cristão da época, que provavelmente começou a ensinar Crispo em algum momento antes de 317.

## Carreira
Em 313, havia ainda dois augustos comandando o Império Romano: Constantino reinava no ocidente e seu cunhado, Licínio, no oriente. Em 1 de março de 317, os dois proclamaram conjuntamente três novos césares: Crispo e seu meio-irmão mais novo, Constantino, e o primo dos dois, Licínio Júnior. Constantino II era o filho mais velho de Fausta e provavelmente tinha não mais do que um mês de idade na época da proclamação, o que fez de Crispo o único césar a assumir alguma função de fato. Constantino aparentemente acreditava nas habilidades de seu filho e nomeou-o comandante das forças romanas na Gália. O novo césar passou a morar em Augusta dos Tréveros (a moderna Tréveris), capital da província da Germânia Inferior.
Em janeiro de 322, Crispo se casou com uma jovem chamada Helena, que deu-lhe um filho em outubro do mesmo ano, do qual sabemos não se sabe nem o destino e nem o nome. Eusébio de Cesareia, biógrafo de Constantino, relata que ele tinha muito orgulho do filho e ficou contente em ser avô.
Crispo liderou vitoriosas campanhas militares contra os francos e os alamanos em 318, 320 e 323, assegurando a presença romana na Gália e na Germânia. Em 322, reencontrou o pai numa visita a Roma, recebendo uma calorosa e entusiástica recepção da população. Os soldados principalmente o adoravam por causa de suas habilidades estratégicas e pelas vitórias conquistadas para as legiões romanas.
Crispo passou o ano seguinte ajudando Constantino na guerra contra o agora hostil Licínio. Em 324, Crispo foi nomeado pelo pai o comandante de sua frota, que parte do porto de Pireu para enfrentar a marinha de Licínio na Batalha do Helesponto, travada no estreito de Bósforo. Os 200 navios comandados por Crispo conseguiram derrotar decisivamente as forças inimigas que eram pelo menos duas vezes maiores, uma vitória difícil e muito importante que aumentou ainda mais seu prestígio e estabeleceu de vez sua reputação como soldado e general brilhante.
Depois de uma temporada na marinha, Crispo recebeu o comando de parte das legiões do pai, que comandava pessoalmente a outra, e conseguiu mais uma vitória contra Licínio na Batalha de Crisópolis. As duas vitórias foram muito importantes para garantir que Constantino se consolidasse como único augusto em todo o império. Ele homenageou o filho por seu apoio e sucessos retratando-o em moedas, estátuas, mosaicos e diversas outras obras de arte imperiais. Eusébio escreveu a Crispo dizendo que ele era "um imperador querido por Deus e em tudo comparável ao pai".
Tudo isto colocava Crispo como a escolha mais provável de herdeiro ao trono na época, pois os outros filhos de Constantino com Fausta, Constantino, Constâncio e Constante, eram jovens e inexperientes demais.

## Execução
Em 326, a vida de Crispo subitamente chegou ao fim: por ordem do pai, foi julgado numa corte local em Pola, na Ístria, condenado à morte e executado. Logo depois, Constantino mandou assassinar Fausta, que morreu sufocada num banho superaquecido.
Os motivos de Constantino ainda hoje permanecem obscuros e historiadores há muito debatem o tema. Zósimo, já no século V, e João Zonaras, no século XII, reportaram que Fausta, madrasta de Crispo, tinha muito ciúme de Crispo e temia que Constantino desprezasse os filhos que ela lhe deu em prol dele. Assim, para se livrar do obstáculo, ela teria conspirado contra ele. Segundo os dois, ela supostamente teria dito ao jovem césar que estava apaixonada e sugeriu que os dois iniciassem um caso amoroso, o que Crispo recusou abandonando o palácio em choque. Em seguida, Fausta teria dito a Constantino que o filho não o respeitava, pois estaria apaixonado pela própria esposa do pai e que o rapaz teria abandonado o palácio depois que ela conseguiu impedir que ele a estuprasse. Constantino teria acreditado e, dada a sua personalidade forte e temperamento explosivo, mandou executar seu querido filho. Alguns meses depois, Constantino teria descoberto a verdade e, furioso, mandou assassinar também Fausta.
Esta versão dos eventos tornou-se rapidamente a mais aceita, pois todas as demais teorias tinham falhas graves. Que Fausta e Crispo pudessem estar conspirando contra Constantino é rejeitado pela maioria dos historiadores, pois nenhum dos dois tinha nada a ganhar com isso, pois já eram favoritos do imperador. Além disso, se fosse este o caso, Crispo não teria sido julgado numa corte local como foi. Outra teoria propõe que Constantino teria matado Crispo por que ele, como filho ilegítimo, poderia provocar uma crise sucessória. Porém, Constantino manteve Crispo ao seu lado por vinte anos sem jamais pensar nisso. Além disso, ele tinha poder para nomear seus filhos mais jovens, legítimos, como herdeiros. Alguns relatos alegam que Constantino teria inveja do sucesso de seu filho e teria passado a temê-lo, o que parece improvável dado que Constantino já era imperador já tinha vinte anos de experiência como imperador enquanto Crispo era ainda um jovem césar. De maneira similar, não existem evidências de que Crispo tenha tido qualquer intenção de atacar ou depor o pai.
Assim, apesar da história de Zósimo e Zonaras ser a mais crível das teorias, há problemas também no relato deles. A reação de Constantino sugere que Constantino suspeitava que Crispo teria cometido um crime tão terrível que a morte não suficiente. Ele, Helena e o filho do casal, neto do imperador, sofreram a damnatio memoriae, o que expurgou quaisquer menções a eles de todos os registros oficiais e dos monumentos romanos e o destino deles é um mistério. Constantino não restaurou depois a inocência do filho e nem reabilitou seu nome, o que ele teria certamente feito se tivesse certeza de que ele nada tinha feito.
Seja como for, não há dúvidas de que as mortes de Crispo e Fausta estão ligadas e a simples concordância de tantas fontes diferentes sobre a questão é, por si só, rara o suficiente para dar credibilidade à teoria. Diversos historiadores modernos sugeriram que Crispo e Fausta de fato tiveram um caso e, quando Constantino descobriu, sua reação foi matar os dois. O que retardou a morte da esposa pode ter sido o fato de ela estar grávida. Como não se sabe quando nasceram as duas filhas conhecidas de Constantino e Fausta, um dos nascimentos pode de fato ter adiado a execução da mãe.
É importante lembrar que o relato de Zósimo e Zonaras é similar à lenda mitológica-grega de Hipólito de Atenas (que seria Crispo; Constantino seria Teseu e Fausta, Fedra) e também ao relato bíblico de José com a esposa de Potifar (Gênesis 39:6–20).